# Sotatercept
Sotatercept（商品名Winrevair）是一種治療肺動脈高压的皮下注射药物。 它是一种激活素信号抑制剂， 乃是將激活素 2 型受体的胞外部分，與免疫球蛋白 Fc 部分 (ACTRIIA-Fc) 结合成的重組融合蛋白。 
最常见的副作用包括头痛、流鼻血、皮疹、毛细血管扩张（蜘蛛樣静脉）、腹泻、头晕和红斑（皮肤发红）。  
Sotatercept 分別於2024 年 三 月與八月在美国與歐盟獲得核准     ，美国食品药品监督管理局（FDA）认为它是同类首创药物。 

## 医疗用途
在美国，Sotatercept 適應症為治療成人的肺动脉高压。  
在欧盟，Sotatercept 併用其他肺动脉高压治療的適應症是世界卫生组织功能分级  II 至 III 级的成人肺动脉高压，以提高病人的运动能力。 

## 副作用
最常见的不良反应包括头痛、鼻出血、皮疹、毛细血管扩张、腹泻、头晕和红斑。  
Sotatercept 会导致血红素（红血球）增加。 血液中红血球過多可能增加血栓的风险。  Sotatercept也会导致血小板计数减少，引发出血问题。 
根据动物研究的结果，索他西普在怀孕期间服用可能会损害女性和男性的生育能力，并对胎儿造成伤害。 

## 历史
美国食品药品监督管理局批准了Sotatercept 乃基于一项对 323 名肺动脉高压病人(WHO 第 1 组，功能 II 或 III 级)的临床试验。 该试验包括21 个国家（阿根廷、澳大利亚、比利时、巴西、加拿大、捷克共和国、法国、德国、以色列、意大利、墨西哥、荷兰、新西兰、波兰、塞尔维亚、韩国、西班牙、瑞典、瑞士、英国和美国）的126個據點， 该纳入了 88 名美国境内受試者（Sotatercept 组 43 名，安慰剂组 45 名）。 

## 核准與費用

### 獲准使用
Sotatercept 于 2024 年 3 月在美国获准用于医疗用途。   FDA 授予此藥物突破性疗法认定。 
2024 年 6 月，欧洲药品管理局人用药品委员会（Committee for Medicinal Products for Human Use）建议授予默克夏普和多姆公司所申請，治療肺动脉高压的药品 Winrevair 的上市许可，  並于 2024 年 8 月获准在欧盟用于医疗用途。   

### 費用
Winrevair 每瓶14,000美元，估计每年的费用为 240,000 美元。 

## 研究
最初開發sotatercept 時目標是增加骨密度 ，但在早期开发过程中发现它可以增加血红蛋白和紅血球计数， 随后被研究用于治疗贫血（包括β地中海贫血和多发性骨髓瘤）。   但在這方面被luspatercept (Reblozyl) 所取代；luspatercept 是改良的2B 型激活素受体(ACTRIIB-Fc) 的配体陷阱，对治療貧血效果更好。 後來研究人員猜測sotatercept可能会阻断促活素在促进肺血管疾病中的作用，結果發現在多種肺動脈高壓的動物模型中可用sotatercept抑制血管闭塞，因而得以從動物實驗進展到臨床試驗。 